# مستشفى الشرطة النموذجي (صنعاء)

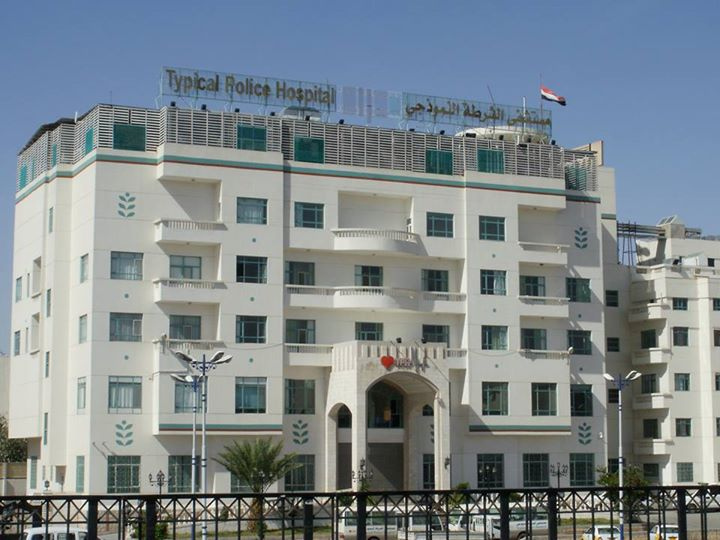
مستشفى الشرطة النموذجي بصنعاء.

مستشفى الشرطة النموذجي هو أحد مستشفيات العاصمة اليمنية صنعاء، ويقع في شعوب.